# Niederländische Badmintonmeisterschaft 2008
Die Niederländische Badmintonmeisterschaft 2008 fand vom 1. bis zum 3. Februar 2008 in Almere im Topsportcentrum statt. 
| Disziplin    | Gold                              | Silber                        | Bronze                                  |
| ------------ | --------------------------------- | ----------------------------- | --------------------------------------- |
| Herreneinzel | Dicky Palyama                     | Eric Pang                     | Dennis van Daalen de Jel                |
| Herreneinzel | Dicky Palyama                     | Eric Pang                     | Rune Massing                            |
| Dameneinzel  | Judith Meulendijks                | Rachel van Cutsen             | Patty Stolzenbach                       |
| Dameneinzel  | Judith Meulendijks                | Rachel van Cutsen             | Yik-Man Wong                            |
| Herrendoppel | Dennis Lens Joéli Residay         | Jürgen Wouters Ruud Bosch     | Jelle Maas Jacco Arends                 |
| Herrendoppel | Dennis Lens Joéli Residay         | Jürgen Wouters Ruud Bosch     | Gijs van Heijster Stephan van Houtem    |
| Damendoppel  | Karina de Wit Ginny Severien      | Betty Krab Eva Krab           | Yik-Man Wong Patty Stolzenbach          |
| Damendoppel  | Karina de Wit Ginny Severien      | Betty Krab Eva Krab           | Lisa Malaihollo Yvonne Sie              |
| Mixed        | Ruud Bosch Paulien van Dooremalen | Jorrit de Ruiter Ilse Vaessen | Dennis van Daalen de Jel Ginny Severien |
| Mixed        | Ruud Bosch Paulien van Dooremalen | Jorrit de Ruiter Ilse Vaessen | Jürgen Wouters Karina de Wit            |

## Finalresultate
| Disziplin    | Sieger                            | Finalist                      | Ergebnis          |
| ------------ | --------------------------------- | ----------------------------- | ----------------- |
| Herreneinzel | Dicky Palyama                     | Eric Pang                     | 21:17 21:23 21:19 |
| Dameneinzel  | Judith Meulendijks                | Rachel van Cutsen             | 21:15 21:13       |
| Herrendoppel | Dennis Lens Joéli Residay         | Jürgen Wouters Ruud Bosch     | 16:21 21:18 21:19 |
| Damendoppel  | Karina de Wit Ginny Severien      | Betty Krab Eva Krab           | 21:18 21:18       |
| Mixed        | Ruud Bosch Paulien van Dooremalen | Jorrit de Ruiter Ilse Vaessen | 21:13 23:25 21:16 |